# Podul medieval din Ceplenița
Podul medieval din Ceplenița este un pod de piatră construit în secolul al XV-lea în satul Ceplenița (județul Iași).
Se spune că podurile din piatră cioplită din Ceplenița și Zlodica au fost construite în aceeași perioadă, din porunca lui Ștefan cel Mare, pentru a facilita accesul spre curtea domnească de la Cotnari.
Podul din Ceplenița este inclus pe Lista monumentelor istorice din anul 2015 din județul Iași, având codul de clasificare cod LMI IS-II-m-B-04120.